# Легія (Румунія)
Легія (рум. Leghia) — село в повіті Клуж у Румунії. Входить до складу комуни Агірешу.
Село розташоване на відстані 350 км на північний захід від Бухареста, 32 км на захід від Клуж-Напоки.

## Населення
За даними перепису населення 2002 року у селі проживали 533 особи.
Національний склад населення села:
| Національність | Кількість осіб | Відсоток |
| -------------- | -------------- | -------- |
| угорці         | 523            | 98,1%    |
| румуни         | 10             | 1,9%     |

Рідною мовою назвали:
| Мова      | Кількість осіб | Відсоток |
| --------- | -------------- | -------- |
| угорська  | 524            | 98,3%    |
| румунська | 9              | 1,7%     |